# Wager-Gletscher
Der Wager-Gletscher ist ein kleiner und stark zerklüfteter Gletscher an der Ostküste der westantarktischen Alexander-I.-Insel. Er fließt in einem grabenähnlichen Tal in östlicher Richtung und mündet unmittelbar südlich des Marr Bluff in den George-VI-Sund. 
Der Falkland Islands Dependencies Survey nahm 1948 Vermessungen und die Benennung vor. Namensgeber ist der britische Geologe und Bergsteiger Lawrence Rickard Wager (1904–1965), ein Mitglied der britischen Mount-Everest-Expedition 1933.